# أوريليانو فيرنانديث- جيرا
أوريليانو فيرنانديث- جيرا (بالإنجليزية: Aureliano Fernández-Guerra)‏ (16 يونيو 1816 في غرناطة - 7 سبتمبر 1894 في مدريد) شاعر، ومؤرخ أدبي، ومؤرخ، وكاتب، وعالم آثار، وأستاذ جامعي، وسياسي من إسبانيا.